# Дискографија Калвина Хариса
Шкотски Ди-Џеј Калвин Харис издао је пет студијских албума, један ремикс-албум, три EP-а, 36 сингла (укључујући три као извођачки уметник), 12 промецијалних синглова и 34 музичких видеа. Од новембра 2014. године, Харис је продао 8.176.180 синглова и нумера у Великој Британији.
Харисов први студијски албум, I Created Disco, објављен је у јуну 2007. године. Албум је освоио осмо место на UK Albums Chart и сертификовао је злато од стране Британске Порнографске Индустрије (БПИ). Његова прва два сингла, „Acceptable in the 80s” и „The Girls”, достигла су број десет на UK Singles Chart, док је трећи сингл из овог албума, „Merrymaking at My Place”, достигао четрдесет теће место.
У августу 2009. године, Харис је објавио свој други студијски албум, Ready for the Weekend, који је његов први албум који је достигао прво место на UK Albums Chart и зарадио је сертификат златне награде од стране БПИ-а у року од два месеца од објављивања самог албума. Водећи сингл, „I'm Not Alone”, постао је његов први сингл који је освоио прво место на UK Singles Chart. Харисов други сингл „Ready for the Weekend” достигао је треће место у Великој Британији. Следећа два сингла из овог албума, „Flashback” и „You Used to Hold Me”, освојили су осамнаесто и свадесет седмо место на UK chart, respectively.
Његов трећи студијски албум, 18 Months, објављен је у октобру 2012. године. Овај албум је за разлику од његових осталих албума одступао од вокала, а базирао се на продукцији. Овај албум је постао његов други узастопни албум који је достигао прво место у његовој земљи. 18 Months посато је његов први албум који је достигао на Билборд 200 у Америци, на другом месту у Ирској, пето место у Аустралији и осмо место у Канади. Водећи сингл албума, „Bounce” отпеван са Келис, постигао је друго место у UK Singles Chart и дао Харису његов први топ 10 места у Аустралији, Који је достигао број седам. Следећи сингл, „Feel So Close”, такође је достигао дрзго место у Уједињеном Краљевству. Песма је довела Хариса на међународну истакнутост, освојивши пето место на Новом Зеланду и седмо место у Аустралији, што је постао његов први сингл на коме је Харис као главни извођач достигао на амерички Билборд Хот 100, као дванаесто место.
У 2011. години, Харис је написао, продуцирао и учествовао у Ријаниној песми „We Found Love”, која је достигла на топ листе у 25 земаља, укључујући и Сједињенњже Америчке Државе, Уједињено Краљевство и Ирску. Трећи и четврти сингл из албума 18 Months, „Let's Go” (заједно са Ne-Yo) и „We'll Be Coming Back” (заједно са Example), су такође достигле на друго место у Великој Британији, као и седамнаесто место на америчком Билборд хот 100. Албумов пети сингл, „Sweet Nothing” заједно са Florence Welch, је дебитовао четврто место у Уједињеном Краљевству, и на топ 10 листу у САД. „Drinking from the Bottle” (заједно са Тином Темпом) и „I Need Your Love” (заједно са Ели Голдинг) су шести и седми синглови из албума. Калвин Харис је са својим осмим синглом који је постигао нови рекорд по броју најбољих синглова из једног студијског албума, престигавши Мајкла Џексона. Осми и последњи сингл из овог албума, „Thinking About You” заједно са Ayah Marar, достигао је на осмо место на UK Singles Chart.
Харисов четврти студијски албум, Motion, је објављен у октобру 2014. године. Дебитовао је на другом месту на UK Albums Chart и на петом месту на америчком Билборд 200, поставши његов други нејуспешнији албум. Овај албум укључује четири сингла који су достигли на прво место у Великој Британији: „Under Control”, „Summer”, „Blame” и „Outside”.
У јулу 2015. године, Харис је са Disciples снимио сингл "How Deep Is Your Love". Током 2016. године објављени су синглови—"This Is What You Came For", "Hype" и "My Way", који су били комерцијално успешни. Харис је објавио свој пети студијски албум, Funk Wav Bounces Vol. 1, током јуна 2017. године. Албум укључује следеће синглове: "Slide", "Heatstroke", "Rollin" и "Feels".

## Албуми

### Студијски албуми
| Назив                                                                                         | Детаљи албума | Позиције на топ-листама | Позиције на топ-листама | Позиције на топ-листама | Позиције на топ-листама | Позиције на топ-листама | Позиције на топ-листама | Позиције на топ-листама | Позиције на топ-листама | Позиције на топ-листама | Позиције на топ-листама | Број продатих примерака | Сертификати                                                                                  |
| Назив                                                                                         | Детаљи албума | UK                      | AUS                     | BEL (WA)                | CAN                     | FRA                     | GER                     | IRE                     | NL                      | NZ                      | US                      | Број продатих примерака | Сертификати                                                                                  |
| --------------------------------------------------------------------------------------------- | --- | ----------------------- | ----------------------- | ----------------------- | ----------------------- | ----------------------- | ----------------------- | ----------------------- | ----------------------- | ----------------------- | ----------------------- | ----------------------- | -------------------------------------------------------------------------------------------- |
| I Created Disco                                                                               | - Датум објављивања: 15. јун 2007. - Издавачка кућа: Fly Eye, Columbia - Формат(и): ЦД, ЛП, дигитал даунлоуд                     | 8                       | —                       | —                       | —                       | 95                      | —                       | 34                      | —                       | —                       | —                       | - UK: 223,845           | - BPI: Gold                                                                                  |
| Ready for the Weekend                                                                         | - Датум објављивања: 14. август 2009. - Издавачка кућа: Fly Eye, Columbia - Формат(и): ЦД, ЛП, дигитал даунлоуд                  | 1                       | 39                      | 74                      | —                       | 139                     | —                       | 6                       | —                       | —                       | —                       | - UK: 274,786           | - BPI: Gold                                                                                  |
| 18 Months                                                                                     | - Датум објављивања: 26. октобар 2012. - Издавачка кућа: Deconstruction, Fly Eye, Columbia - Формат(и): ЦД, ЛП, дигитал даунлоуд | 1                       | 5                       | 44                      | 8                       | 110                     | 63                      | 2                       | 48                      | 4                       | 19                      | - UK: 923,861           | - BPI: 3× Platinum - ARIA: Platinum - IRMA: Gold - MC: 2× Platinum - RIAA: Gold - RMNZ: Gold |
| Motion                                                                                        | - Датум објављивања: 31. октобар 2014. - Издавачка кућа: Fly Eye, Columbia - Формат(и): ЦД, ЛП, дигитал даунлоуд                 | 2                       | 3                       | 25                      | 2                       | 20                      | 20                      | 5                       | 25                      | 4                       | 5                       | - US: 66,000            | - BPI: Platinum - ARIA: Gold                                                                 |
| Funk Wav Bounces Vol. 1                                                                       | - Датум објављивања: 30. јун 2017. - Издавачка кућа: Fly Eye, Columbia - Формат(и): ЦД, ЛП, дигитал даунлоуд                     | 2                       | 5                       | 25                      | 1                       | 21                      | 29                      | 2                       | 5                       | 3                       | 2                       | - US: 23,000            | - BPI: Gold - MC: Gold                                                                       |
| "—" озачава издање које или није дебитовало на листи или није дебитовало на тој територији. y | |                         |                         |                         |                         |                         |                         |                         |                         |                         |                         |                         |                                                                                              |

### Микс албуми
- L.E.D. Festival Presents Calvin Harris (2010)

## ЕПови
- Napster Live Session (2007)
- iTunes Live: Berlin Festival (2008)
- iTunes Live: London Festival '09 (2009)
- Normani x Calvin Harris (2018, with Normani)

## Синглови

### Као главни извођач
| Назив                                                                                       | Година | Позиције на топ-листама | Позиције на топ-листама | Позиције на топ-листама | Позиције на топ-листама | Позиције на топ-листама | Позиције на топ-листама | Позиције на топ-листама | Позиције на топ-листама | Позиције на топ-листама | Позиције на топ-листама | Сертификати | Албум                   |
| Назив                                                                                       | Година | UK                      | AUS                     | BEL (FL)                | CAN                     | FRA                     | GER                     | IRE                     | NL                      | NZ                      | US                      | Сертификати | Албум                   |
| ------------------------------------------------------------------------------------------- | ------ | ----------------------- | ----------------------- | ----------------------- | ----------------------- | ----------------------- | ----------------------- | ----------------------- | ----------------------- | ----------------------- | ----------------------- | --- | ----------------------- |
| "Acceptable in the 80s"                                                                     | 2006   | 10                      | 97                      | —                       | —                       | —                       | 30                      | 30                      | —                       | —                       | —                       | - BPI: Silver - ARIA: Gold | I Created Disco         |
| "The Girls"                                                                                 | 2007   | 3                       | 33                      | —                       | —                       | —                       | —                       | 23                      | —                       | —                       | —                       | - BPI: Silver | I Created Disco         |
| "Merrymaking at My Place"                                                                   | 2007   | 43                      | —                       | —                       | —                       | —                       | —                       | —                       | —                       | —                       | —                       | | I Created Disco         |
| "I'm Not Alone"                                                                             | 2009   | 1                       | 48                      | 13                      | —                       | —                       | —                       | 4                       | —                       | 40                      | —                       | - BPI: Platinum - ARIA: Platinum | Ready for the Weekend   |
| "Ready for the Weekend"                                                                     | 2009   | 3                       | —                       | —                       | —                       | —                       | —                       | 9                       | —                       | —                       | —                       | - BPI: Silver | Ready for the Weekend   |
| "Flashback"                                                                                 | 2009   | 18                      | 38                      | —                       | —                       | —                       | —                       | 23                      | —                       | —                       | —                       | - ARIA: Gold | Ready for the Weekend   |
| "You Used to Hold Me"                                                                       | 2010   | 27                      | 57                      | —                       | —                       | —                       | —                       | 30                      | —                       | —                       | —                       | - ARIA: Platinum | Ready for the Weekend   |
| "Bounce" (дует са Kelis)                                                                    | 2011   | 2                       | 7                       | 7                       | —                       | —                       | —                       | 6                       | 28                      | 6                       | —                       | - BPI: Platinum - ARIA: 3× Platinum - RMNZ: Gold                                                                                               | 18 Months               |
| "Feel So Close"                                                                             | 2011   | 2                       | 7                       | 25                      | 9                       | 11                      | —                       | 2                       | 15                      | 5                       | 12                      | - BPI: Platinum - ARIA: 5× Platinum - MC: 5× Platinum - RIAA: 3× Platinum - RMNZ: Platinum                                                     | 18 Months               |
| "Let's Go" (дует са Ne-Yo)                                                                  | 2012   | 2                       | 17                      | 31                      | 19                      | 117                     | 59                      | 6                       | 27                      | 14                      | 17                      | - BPI: Gold - ARIA: Platinum - MC: Platinum | 18 Months               |
| "We'll Be Coming Back" (дует са Example)                                                    | 2012   | 2                       | 8                       | —                       | —                       | —                       | —                       | 1                       | 30                      | 16                      | —                       | - BPI: Gold - ARIA: 3× Platinum - RMNZ: Gold                                                                                                   | 18 Months               |
| "Sweet Nothing" (дует са Florence Welch)                                                    | 2012   | 1                       | 2                       | 9                       | 15                      | 17                      | 19                      | 1                       | 22                      | 2                       | 10                      | - BPI: Platinum - ARIA: 4× Platinum - BEA: Gold - BVMI: Gold - MC: 2× Platinum - RIAA: 2× Platinum - RMNZ: Platinum                            | 18 Months               |
| "Drinking from the Bottle" (дует са Tinie Tempah)                                           | 2013   | 5                       | 16                      | 34                      | —                       | 62                      | —                       | 9                       | —                       | 34                      | —                       | - BPI: Gold - ARIA: 2× Platinum | 18 Months               |
| "I Need Your Love" (дует са Ellie Goulding)                                                 | 2013   | 4                       | 3                       | 8                       | 13                      | 10                      | 13                      | 6                       | 29                      | 15                      | 16                      | - BPI: Platinum - ARIA: 4× Platinum - BEA: Gold - BVMI: Platinum - MC: 3× Platinum - RIAA: 2× Platinum - RMNZ: Gold                            | 18 Months               |
| "Thinking About You" (дует са Ayah Marar)                                                   | 2013   | 8                       | 28                      | 20                      | 58                      | 92                      | 56                      | 11                      | 21                      | 40                      | 86                      | - BPI: Gold - ARIA: Platinum | 18 Months               |
| "Under Control" (са Alesso и Hurts)                                                         | 2013   | 1                       | 17                      | 42                      | 82                      | 55                      | 24                      | 5                       | —                       | 31                      | —                       | - BPI: Gold - ARIA: Platinum - BVMI: Gold - RIAA: Gold                                                                                         | Motion and Forever      |
| "Summer"                                                                                    | 2014   | 1                       | 4                       | 5                       | 3                       | 15                      | 3                       | 1                       | 1                       | 19                      | 7                       | - BPI: Platinum - ARIA: 3× Platinum - BEA: Gold - BVMI: Platinum - MC: 3× Platinum - RMNZ: Gold - RIAA: 3× Platinum                            | Motion                  |
| "Blame" (дует са John Newman)                                                               | 2014   | 1                       | 9                       | 7                       | 11                      | 7                       | 4                       | 5                       | 1                       | 9                       | 19                      | - BPI: Platinum - ARIA: 3× Platinum - BVMI: Gold - MC: Platinum - RIAA: 2× Platinum - RMNZ: Gold                                               | Motion                  |
| "Outside" (дует са Ellie Goulding)                                                          | 2014   | 6                       | 7                       | 8                       | 10                      | 19                      | 1                       | 5                       | 7                       | 7                       | 29                      | - BPI: Platinum - ARIA: 3× Platinum - BVMI: Gold - RIAA: Platinum - RMNZ: Platinum                                                             | Motion                  |
| "Open Wide" (дует са Big Sean)                                                              | 2015   | 23                      | 77                      | —                       | —                       | 37                      | 22                      | 63                      | —                       | —                       | —                       | | Motion                  |
| "Pray to God" (дует са Haim)                                                                | 2015   | 35                      | 10                      | —                       | 68                      | 59                      | 23                      | 21                      | 25                      | 39                      | —                       | - BPI: Silver - ARIA: Platinum | Motion                  |
| "How Deep Is Your Love" (дует са Disciples)                                                 | 2015   | 2                       | 1                       | 1                       | 16                      | 2                       | 4                       | 3                       | 1                       | 2                       | 27                      | - BPI: 2× Platinum - ARIA: 5× Platinum - BEA: Platinum - BVMI: Platinum - RIAA: 2× Platinum - RMNZ: 2× Platinum                                | Non-album singles       |
| "This Is What You Came For" (дует са Ријана)                                                | 2016   | 2                       | 1                       | 4                       | 1                       | 5                       | 5                       | 1                       | 3                       | 2                       | 3                       | - BPI: 2× Platinum - ARIA: 8× Platinum - BEA: Platinum - BVMI: Platinum - MC: 4× Platinum - RIAA: 4× Platinum - RMNZ: Platinum - SNEP: Diamond | Non-album singles       |
| "Hype" (дует са Dizzee Rascal)                                                              | 2016   | 34                      | —                       | —                       | —                       | —                       | —                       | 71                      | —                       | —                       | —                       | | Non-album singles       |
| "My Way"                                                                                    | 2016   | 4                       | 9                       | 5                       | 14                      | 4                       | 5                       | 4                       | 4                       | 10                      | 24                      | - BPI: Platinum - ARIA: 3× Platinum - BEA: Platinum - BVMI: Gold - MC: Platinum - RIAA: Platinum - RMNZ: Gold - SNEP: Diamond                  | Non-album singles       |
| "Slide" (са Frank Ocean и Migos)                                                            | 2017   | 10                      | 11                      | 10                      | 16                      | 15                      | 25                      | 12                      | 10                      | 8                       | 25                      | - BPI: Platinum - ARIA: 3× Platinum - BEA: Platinum - BVMI: Gold - RIAA: 2× Platinum - RMNZ: Gold - SNEP: Platinum                             | Funk Wav Bounces Vol. 1 |
| "Heatstroke" (са Young Thug, Pharrell Williams и Ariana Grande)                             | 2017   | 25                      | 23                      | —                       | 53                      | 23                      | 85                      | 33                      | —                       | —                       | 96                      | - BPI: Silver - ARIA: Platinum | Funk Wav Bounces Vol. 1 |
| "Rollin" (са Future и Khalid)                                                               | 2017   | 43                      | 40                      | —                       | 36                      | 38                      | 94                      | 38                      | —                       | 34                      | 62                      | - BPI: Silver - ARIA: Gold - RIAA: Gold | Funk Wav Bounces Vol. 1 |
| "Feels" (са Pharrell Williams, Katy Perry и Big Sean)                                       | 2017   | 1                       | 3                       | 3                       | 5                       | 1                       | 9                       | 3                       | 7                       | 2                       | 20                      | - BPI: Platinum - ARIA: 4× Platinum - BEA: Platinum - BVMI: Gold - RIAA: 2× Platinum - RMNZ: Platinum - SNEP: Diamond                          | Funk Wav Bounces Vol. 1 |
| "Faking It" (са Kehlani и Lil Yachty)                                                       | 2017   | 97                      | —                       | —                       | 99                      | —                       | —                       | —                       | —                       | —                       | 94                      | | Funk Wav Bounces Vol. 1 |
| "The Weekend (Funk Wav Remix)" (дует са SZA)                                                | 2017   | —                       | —                       | —                       | —                       | —                       | —                       | —                       | —                       | —                       | —                       | | Non-album single        |
| "Nuh Ready Nuh Ready" (дует са PartyNextDoor)                                               | 2018   | 48                      | —                       | —                       | 83                      | —                       | —                       | 76                      | —                       | —                       | —                       | |                         |
| "One Kiss" (дует са Dua Lipa)                                                               | 2018   | 1                       | 3                       | 1                       | 6                       | 2                       | 1                       | 1                       | 1                       | 6                       | 26                      | - BPI: 2× Platinum - ARIA: 3× Platinum - BEA: Platinum - BVMI: Gold - MC: 3× Platinum - RIAA: Platinum - RMNZ: Platinum - SNEP: Platinum       |                         |
| "Promises" (дует са Sam Smith)                                                              | 2018   | 1                       | 4                       | 2                       | 18                      | 2                       | 2                       | 1                       | 3                       | 7                       | 65                      | - BPI: Gold - ARIA: Platinum - BEA: Gold - MC: Gold - RMNZ: Gold                                                                               |                         |
| "Checklist" (са Normani и Wizkid)                                                           | 2018   | 98                      | —                       | —                       | —                       | —                       | —                       | 76                      | —                       | —                       | —                       | | Normani x Calvin Harris |
| "Slow Down" (дует са Normani)                                                               | 2018   | —                       | —                       | —                       | —                       | —                       | —                       | —                       | —                       | —                       | —                       | | Normani x Calvin Harris |
| "I Found You" (дует са Benny Blanco)                                                        | 2018   | —                       | —                       | —                       | —                       | —                       | —                       | —                       | —                       | —                       | —                       | |                         |
| "—" озачава издање које или није дебитовало на листи или није дебитовало на тој територији. |        |                         |                         |                         |                         |                         |                         |                         |                         |                         |                         | |                         |

### Као гостујући музичар
| Назив                                                                                       | Година | Позиције на топ-листама | Позиције на топ-листама | Позиције на топ-листама | Позиције на топ-листама | Позиције на топ-листама | Позиције на топ-листама | Позиције на топ-листама | Позиције на топ-листама | Позиције на топ-листама | Позиције на топ-листама | Сертификати | Album            |
| Назив                                                                                       | Година | UK                      | AUS                     | BEL (FL)                | CAN                     | FRA                     | GER                     | IRE                     | NL                      | NZ                      | US                      | Сертификати | Album            |
| ------------------------------------------------------------------------------------------- | ------ | ----------------------- | ----------------------- | ----------------------- | ----------------------- | ----------------------- | ----------------------- | ----------------------- | ----------------------- | ----------------------- | ----------------------- | --- | ---------------- |
| "Dance wiv Me" (Dizzee Rascal featuring Calvin Harris and Chrome)                           | 2008   | 1                       | 13                      | 40                      | —                       | —                       | 48                      | 5                       | —                       | —                       | —                       | - BPI: Platinum - ARIA: Gold                                                                                       | Tongue n' Cheek  |
| "We Found Love" (Rihanna featuring Calvin Harris)                                           | 2011   | 1                       | 2                       | 3                       | 1                       | 1                       | 1                       | 1                       | 3                       | 1                       | 1                       | - BPI: 2× Platinum - ARIA: 6× Platinum - BEA: Platinum - BVMI: 2× Platinum - RIAA: 9× Platinum - RMNZ: 3× Platinum | Talk That Talk   |
| "Off the Record" (Tinchy Stryder featuring Calvin Harris and Burns)                         | 2011   | 24                      | —                       | —                       | —                       | —                       | —                       | —                       | —                       | —                       | —                       | | Non-album single |
| "—" озачава издање које или није дебитовало на листи или није дебитовало на тој територији. |        |                         |                         |                         |                         |                         |                         |                         |                         |                         |                         | |                  |

### Промотивни синглови
| Назив                                                                                       | Година | Позиције | Позиције | Албум                 |
| Назив                                                                                       | Година | UK       | IRE      | Албум                 |
| ------------------------------------------------------------------------------------------- | ------ | -------- | -------- | --------------------- |
| "Da Bongos"/"Brighter Days" (as Stouffer)                                                   | 2002   | —        | —        | Non-album singles     |
| "Let Me Know" (featuring Ayah Marar)                                                        | 2004   | —        | —        | Non-album singles     |
| "Vegas"                                                                                     | 2007   | —        | —        | I Created Disco       |
| "Rock Band"                                                                                 | 2007   | —        | —        | Non-album single      |
| "Colours"                                                                                   | 2007   | —        | —        | I Created Disco       |
| "Yeah Yeah Yeah, La La La"                                                                  | 2009   | 172      | —        | Ready for the Weekend |
| "Awooga"                                                                                    | 2011   | —        | —        | 18 Months             |
| "Iron" (with Nicky Romero)                                                                  | 2012   | —        | —        | 18 Months             |
| "C.U.B.A"                                                                                   | 2014   | 89       | 78       | Non-album single      |
| "Slow Acid"                                                                                 | 2014   | 86       | —        | Motion                |
| "Burnin'" (with R3hab)                                                                      | 2014   | —        | —        | Motion                |
| "Overdrive (Part 2)" (with Ummet Ozcan)                                                     | 2014   | —        | —        | Motion                |
| "—" озачава издање које или није дебитовало на листи или није дебитовало на тој територији. |        |          |          |                       |

## Остале песме
| Назив                                                      | Година | Позиције | Позиције | Позиције | Позиције | Позиције        | Албум                   |
| Назив                                                      | Година | CAN      | FRA      | IRE      | NZ Heat. | US Dance/ Elec. | Албум                   |
| ---------------------------------------------------------- | ------ | -------- | -------- | -------- | -------- | --------------- | ----------------------- |
| "Faith"                                                    | 2014   | —        | 178      | —        | —        | 31              | Motion                  |
| "Cash Out" (featuring Schoolboy Q, PartyNextDoor and DRAM) | 2017   | 94       | —        | 67       | 1        | 20              | Funk Wav Bounces Vol. 1 |
| "Skrt on Me" (featuring Nicki Minaj)                       | 2017   | —        | —        | —        | 5        | 23              | Funk Wav Bounces Vol. 1 |
| "Prayers Up" (featuring Travis Scott and A-Trak)           | 2017   | —        | —        | —        | —        | 18              | Funk Wav Bounces Vol. 1 |
| "Holiday" (featuring Snoop Dogg, John Legend and Takeoff)  | 2017   | —        | —        | —        | —        | 26              | Funk Wav Bounces Vol. 1 |
| "Hard to Love" (featuring Jessie Reyez)                    | 2017   | —        | —        | —        | —        | 30              | Funk Wav Bounces Vol. 1 |

## Гостовања на песмама
| Назив               | Година | Други извођач(и)                 | Албум                                    |
| ------------------- | ------ | -------------------------------- | ---------------------------------------- |
| "Stillness in Time" | 2007   | None                             | Radio 1 Established 1967                 |
| "Century"           | 2009   | Tiësto                           | Kaleidoscope                             |
| "Reminds Me of You" | 2011   | LMFAO                            | Sorry for Party Rocking (deluxe edition) |
| "What's Your Name"  | 2015   | Dillon Francis                   | This Mixtape Is Fire                     |
| "Don't Quit"        | 2017   | DJ Khaled, Travis Scott, Jeremih | Grateful                                 |

## Продуциране и написане песме
| Назив                       | Година | Извођач(и)                     | Албум                                                          | Радња                                                            |
| --------------------------- | ------ | ------------------------------ | -------------------------------------------------------------- | ---------------------------------------------------------------- |
| "Love Is the Drug"          | 2007   | Kylie Minogue                  | Radio 1 Established 1967                                       | Микс звука, продукција                                           |
| "Michael Jackson"           | 2007   | The Mitchell Brothers          | Dressed for the Occasion                                       | Сви индтрументи, микс звука, текстописање                        |
| "Heart Beat Rock"           | 2007   | Kylie Minogue                  | X                                                              | Микс звука, продукција, текстописање                             |
| "In My Arms"                | 2007   | Kylie Minogue                  | X                                                              | Микс звука, продукција                                           |
| "Holiday"                   | 2009   | Dizzee Rascal featuring Chrome | Tongue n' Cheek                                                | Микс звука, продукција, текстописање                             |
| "Road Rage"                 | 2009   | Dizzee Rascal featuring Chrome | Tongue n' Cheek                                                | Микс звука                                                       |
| "Time Machine"              | 2010   | Example                        | Won't Go Quietly                                               | Сви индтрументи, продукција, аранжмент, микс звука               |
| "Too Much"                  | 2010   | Kylie Minogue                  | Aphrodite                                                      | Сви индтрументи, продукција, аранжмент, текстописање, микс звука |
| "Hands"                     | 2010   | The Ting Tings                 | Sounds from Nowheresville (deluxe edition)                     | Микс звука, продукција                                           |
| "Yeah 3x"                   | 2010   | Крис Браун                     | F.A.M.E.                                                       | Текстописање                                                     |
| "Off & On"                  | 2011   | Sophie Ellis-Bextor            | Make a Scene                                                   | Сви индтрументи, продукција, аранжмент, текстописање             |
| "Where Have You Been"       | 2011   | Rihanna                        | Talk That Talk                                                 | Ентеријер, текстописање, продукција                              |
| "One Life"                  | 2011   | Mary J. Blige                  | My Life II... The Journey Continues (Act 1) (European edition) | Ентеријер, сви инструменти, текстописање, продукција             |
| "Only the Horses"           | 2012   | Scissor Sisters                | Magic Hour                                                     | Под продуцент                                                    |
| "Call My Name"              | 2012   | Cheryl Cole                    | A Million Lights                                               | Сви инструменти, аражмаент, микс звука, продукција, текдтописање |
| "All the Things"            | 2013   | Pitbull featuring Inna         | Meltdown                                                       | Спољашња продукција                                              |
| "I Will Never Let You Down" | 2014   | Rita Ora                       | Non-album single                                               | Аражмант, продукција, текстописање                               |
| "Olé"                       | 2016   | John Newman                    |                                                                | Аражмант, продукција, текстописање                               |
| "Chalice"                   | 2018   | Donae'o featuring Belly        | Non-album single                                               | Продукција                                                       |

## Ремиксови

### Гостујући ремиксеви
| Назив                      | Извођач(и)                                     | Година | Позиције | Позиције | Позиције | Позиције | Позиције | Позиције | Позиције | Позиције | Позиције | Позиције | Сертификати                                                      | Албум           |
| Назив                      | Извођач(и)                                     | Година | UK       | AUS      | BEL (FL) | CAN      | FRA      | GER      | IRE      | NL       | NZ       | US       | Сертификати                                                      | Албум           |
| -------------------------- | ---------------------------------------------- | ------ | -------- | -------- | -------- | -------- | -------- | -------- | -------- | -------- | -------- | -------- | ---------------------------------------------------------------- | --------------- |
| "Spectrum (Say My Name)"   | Florence and the Machine                       | 2012   | 1        | 4        | 2        | —        | —        | 32       | 1        | 55       | 2        | —        | - ARIA: 3× Platinum - BEA: Gold - RMNZ: Platinum - BPI: Platinum | Ceremonials     |
| "Eat, Sleep, Rave, Repeat" | Fatboy Slim and Riva Starr featuring Beardyman | 2013   | 3        | 47       | 26       | —        | 96       | —        | 18       | 2        | —        | —        |                                                                  | Non-album remix |

### Негостујући ремиксови
| Назив                                            | Година | Извођач(и)                                        |
| ------------------------------------------------ | ------ | ------------------------------------------------- |
| "Rock Steady"                                    | 2006   | All Saints                                        |
| "Get Down"                                       | 2007   | Groove Armada                                     |
| "Let's Make Love and Listen to Death from Above" | 2007   | CSS                                               |
| "Great DJ"                                       | 2008   | The Ting Tings                                    |
| "Hearts on Fire"                                 | 2008   | Cut Copy                                          |
| "Uptown"                                         | 2008   | Primal Scream                                     |
| "See the Light"                                  | 2008   | The Hours                                         |
| "Good Days Bad Days"                             | 2008   | Kaiser Chiefs                                     |
| "We Walk"                                        | 2009   | The Ting Tings                                    |
| "The Reeling"                                    | 2009   | Passion Pit                                       |
| "Waking Up in Vegas"                             | 2009   | Katy Perry                                        |
| "Supernova"                                      | 2009   | Mr Hudson featuring Kanye West                    |
| "We Are Golden"                                  | 2009   | Mika                                              |
| "She Wolf"                                       | 2009   | Shakira                                           |
| "One Love"                                       | 2009   | David Guetta featuring Estelle                    |
| "4th of July (Fireworks)"                        | 2010   | Kelis                                             |
| "Promises"                                       | 2011   | Nero                                              |
| "Serious"                                        | 2011   | Manufactured Superstars featuring Selina Albright |
| "Iced Out"                                       | 2011   | Burns                                             |
| "DNA"                                            | 2013   | Empire of the Sun                                 |
| "When You Were Young"                            | 2013   | The Killers                                       |
| "How Deep Is Your Love"                          | 2015   | Calvin Harris and Disciples                       |
| "The Weekend" (Funk Wav Remix)                   | 2017   | SZA                                               |
| "Alone"                                          | 2018   | Halsey featuring Stefflon Don                     |

## Музички видеи
| Назив                                                                        | Година | Директор(и)                    | Реф.    |
| ---------------------------------------------------------------------------- | ------ | ------------------------------ | ------- |
| "Acceptable in the 80s"                                                      | 2007   | Woof Wan-Bau                   | [ 130 ] |
| "The Girls"                                                                  | 2007   | Kim Gehrig                     | [ 131 ] |
| "Merrymaking at My Place"                                                    | 2007   | Kinga Burza                    | [ 132 ] |
| "Dance wiv Me" (Dizzee Rascal featuring Calvin Harris and Chrome)            | 2008   | Mark Anthony Galluzzo          | [ 133 ] |
| "I'm Not Alone"                                                              | 2009   | Christian Holm-Glad            | [ 134 ] |
| "Ready for the Weekend"                                                      | 2009   | Ben Ib                         | [ 135 ] |
| "Flashback"                                                                  | 2009   | Vincent Haycock                | [ 136 ] |
| "You Used to Hold Me"                                                        | 2010   | Dan & Julian                   | [ 137 ] |
| "Awooga"                                                                     | 2011   | Unknown                        | [ 138 ] |
| "Bounce" (featuring Kelis)                                                   | 2011   | Vincent Haycock and AG Rojas   | [ 139 ] |
| "Feel So Close"                                                              | 2011   | Vincent Haycock                | [ 140 ] |
| "Off the Record" (Tinchy Stryder featuring Calvin Harris and Burns)          | 2011   | Luke Monaghan and James Barber | [ 141 ] |
| "We Found Love" (Rihanna featuring Calvin Harris)                            | 2011   | Melina Matsoukas               | [ 142 ] |
| "Let's Go" (featuring Ne-Yo)                                                 | 2012   | Vincent Haycock                | [ 143 ] |
| "We'll Be Coming Back" (featuring Example)                                   | 2012   | Saman Keshavarz                | [ 144 ] |
| "Sweet Nothing" (featuring Florence Welch)                                   | 2012   | Vincent Haycock                | [ 145 ] |
| "Drinking from the Bottle" (featuring Tinie Tempah)                          | 2012   | Vincent Haycock and AG Rojas   | [ 146 ] |
| "I Need Your Love" (featuring Ellie Goulding)                                | 2013   | Emil Nava                      | [ 147 ] |
| "Thinking About You" (featuring Ayah Marar)                                  | 2013   | Vincent Haycock                | [ 148 ] |
| "Under Control" (with Alesso featuring Hurts)                                | 2013   | Emil Nava                      | [ 149 ] |
| "Summer"                                                                     | 2014   | Emil Nava                      | [ 150 ] |
| "Blame" (featuring John Newman)                                              | 2014   | Emil Nava                      | [ 151 ] |
| "Slow Acid"                                                                  | 2014   | Emil Nava                      | [ 152 ] |
| "Open Wide" (featuring Big Sean)                                             | 2014   | Emil Nava                      | [ 153 ] |
| "Burnin'" (with R3hab)                                                       | 2014   | Unknown                        | [ 154 ] |
| "Outside" (featuring Ellie Goulding)                                         | 2014   | Emil Nava                      | [ 155 ] |
| "Pray to God" (featuring Haim)                                               | 2015   | Emil Nava                      | [ 156 ] |
| "How Deep Is Your Love" (with Disciples)                                     | 2015   | Emil Nava                      | [ 157 ] |
| "This Is What You Came For" (featuring Rihanna)                              | 2016   | Emil Nava                      | [ 158 ] |
| "Hype" (with Dizzee Rascal)                                                  | 2016   | Emil Nava                      | [ 159 ] |
| "My Way"                                                                     | 2016   | Emil Nava                      | [ 160 ] |
| "Feels" (featuring Pharrell Williams, Katy Perry and Big Sean)               | 2017   | Emil Nava                      | [ 161 ] |
| "Feels" (version two) (featuring Pharrell Williams, Katy Perry and Big Sean) | 2017   | Emil Nava                      | [ 162 ] |
| "Hard to Love" (featuring Jessie Reyez)                                      | 2017   | Philip Harris                  | [ 163 ] |
| "Faking It" (featuring Kehlani and Lil Yachty)                               | 2017   | Emil Nava                      | [ 164 ] |
| "Nuh Ready Nuh Ready" (featuring PartyNextDoor)                              | 2018   | Emil Nava                      | [ 165 ] |
| "One Kiss" (with Dua Lipa)                                                   | 2018   | Emil Nava                      | [ 166 ] |